# Ernuszt Kelemen
Gerdovcsáki Ernuszt Kelemen József Károly (Olad, 1832. február 9. – 1917. június 7.) politikus, Vas vármegye főispánja, titkos tanácsos.

## Élete
Édesapja Ernuszt József, a Batthyány-uradalom jószágigazgatója, aki 1834-ben nemességet kapott, édesanyja pedig Karoline von Odelga bárónő. 1846-ban katonai iskolába ment, ahol hadmérnöknek tanult. Az iskola befejezése után huszárfőhadnagyként szolgált, de édesapja 1857-es halála után otthagyta a hadsereget és hazatért.
Az 1860-as években kapcsolódott be a közéletbe, tevékenykedett az Országos Gazdasági Egyletben, de az Akadémia, az Írói Segélyegylet, a megyei takarékpénztárak érdekében is munkálkodott. 1869-ben országgyűlési képviselő lett, majd 1871-ben kinevezték vármegyéje főispánjává, mely minőségében alapította a vármegyei árvaházat. 1875-ben lemondott főispánságáról politikai nézetkülönbségei miatt, ekkor a Lipót-rend középkeresztjével tüntették ki munkássága elismeréséül. 1876-ban ismét a Szabadelvű Párt tagja, de Bosznia megszállása miatt inkább a Nemzeti Párthoz csatlakozott. 
1892-ben Baross Gábor lemondását követően Szombathely város országgyűlési képviselője lett. Új pártjával is nézetkülönbségei akadtak egyházpolitikai kérdésekben, így 1894-ben elhagyta a Nemzeti Pártot is. 1897-ben a Főrendiház tagjává nevezték ki, melynek 1900-tól alelnöke is volt. Ugyanebben az évben valóságos belső titkos tanácsosi címmel is felruházták. A Főrendiházban tagja volt a gazdasági-, a mentelmi- és a közjogi és törvénykezési bizottságnak is. Alelnöki pozíciójából saját kérésére mentették fel. 1917-ben fiát túléve érte a halál, majd az oladi kastélyparkban helyezték örök nyugalomra.

### Családja
Feleségül vette kéthelyi Kéthelyi Idát, két gyermekük ismeretes:
- József Antal Félix (1862–1916) főispán; neje: mesterházi Mesterházy Ilona (1884–1964)
- Mária Julianna Karolina Vilma (1863–1865)